# Корлан
Корлан (лат. Nephelium hypoleucum) — вечнозеленое плодовое дерево семейства Сапиндовые (Sapindaceae). 
Вид родом из Юго-Восточной Азии. Он, также как другие родственные ему плодовые тропические виды Рамбутан (Nephelium lappaceum) и Пуласан (Nephelium mutabile), может считаться представителем рода Nephelium, но некоторые источники рассматривают его как синоним вида Dimocarpus longan (Лонган).
У корлана, как и у его родственников, плоды представляют собой круглые или овальные костянки,  3—5 см в длину, собраны в гроздья по 20—30 штук.
В отличие от родственных видов, плод корлана не имеет мясистых волос на поверхности. Максимальная высота дерева 25 метров. 